# Алеї Трудового братства
Алеї Трудового братства — ботанічна пам'ятка природи місцевого значення в Україні. Об'єкт Природно-заповідного фонду Сумської області.
Розташований в межах Воздвиженської сільської ради Ямпільського району, на північ від села Воздвиженське.  
Площа пам'ятки - 3,3 га. Статус надано 22.04.2003 року. Перебуває у віданні ДП «Ямпільський агролісгосп» (кв. 102, вид. 47-48, 51-53, 56-58).
Статус надано для збереження в природному стані дворядних алей та липово-ялинових лісосмуг, висаджених на початку ХХ ст. Православним Хрестовоздвиженським Трудовим Братством Неплюєва Миколи Миколайовича. 